# 馬龍尼禮天主教伊巴丹聖母領報教區
馬龍尼禮天主教伊巴丹聖母領報教區是一個服務中非及西非馬龍尼禮東儀天主教教友的教區。
教區前身是西非暨中非宗座代牧區（拉丁語：Exarchatus Apostolicus Africae Centralis et Occidentalis），成立於2014年1月13日，2018年2月28日升為教區。
教區有12個堂區和14名司鐸，分佈在尼日利亞、喀麥隆、塞內加爾和科特迪瓦，教座位於尼日利亞的伊巴丹。首任教區主教為西滿·法杜爾，他同時被任命為非洲南部宗座巡視員。